# Baryscapus fechteri
Baryscapus fechteri är en stekelart som beskrevs av Miktat Doganlar 1992. Baryscapus fechteri ingår i släktet Baryscapus och familjen finglanssteklar. Inga underarter finns listade.